# Zach Braff
Zachary Israel Braff (rođen 6. travnja 1975.) je američki TV i filmski glumac, scenarist, redatelj i producent, poznat po ulozi u TV seriji Stažist.

## Životopis
Braff je rođen u South Orange Countyju, New Jersey i diplomirani je filmski redatelj. Prvi proboj u glumačkom svijetu, nakon malih uloga u nekoliko filmova (uključujući Manhattan Murder Mystery Woodyja Allena), imao je dobivši glavnu ulogu u seriji Stažist, u kojoj je s vremenom postao i povremeni scenarist i redatelj.
Braff je napisao, režirao i producirao film Garden State iz 2004. godine, a u njemu je uz Natalie Portman odigrao i glavnu ulogu - za sve svoje funkcije u stvaranju filma, Braff je iznimno hvaljen od kritičara diljem SAD-a, a primio je i nagradu Grammy za najbolji kompilacijski soundtrack, koji je također sam producirao. 
Braff je 2005. nominiran za Emmy za najbolju glavnu mušku ulogu u humorističnoj seriji.

## Filmografija

### Kao glumac
- Fast Track (2006.)
- The Last Kiss (2006.)
- Chicken Little (2005.)
- Golden State (2004.)
- Stažist (2001. - )
- Endsville (2000.)
- Klub slomljenih srdaca (2000.)
- Plavi Mjesec (2000.)
- Getting to Know You (1999.)
- Manhattan Murder Mystery (1993.)

### Kao redatelj
- Andrew Henry's Meadow (2006.)
- Golden State (2004.)
- Stažist (2001. - )
- Lionel on a Sunday (1997.)

### Kao scenarist
- Andrew Henry's Meadow (2006.)
- 8 Track (2005.)
- Garden State (2004.)

## Vanjske poveznice
- Službena stranica
- Zach Braff u internetskoj bazi filmova IMDb-u (engl.)